# Pressure (chanson de Muse)
Pour les articles homonymes, voir Pressure.
Singles de Muse
The Dark Side
(2018) Won't Stand Down
(2022)
Pressure est le cinquième extrait de Simulation Theory, huitième album du trio britannique Muse, après Dig Down, Thought Contagion, Something Human et The Dark Side. Il s'agit du 41e single de la discographie, paru le 27 septembre 2018,.

## Histoire de la chanson
Le morceau est joué sur scène pour la première fois le 24 septembre 2018 lors du tournage de l’émission Taratata. Il fuite sur internet le soir-même.
Le nom de la chanson est mentionné pour la première fois dans une interview radio.com, le 19 juillet 2018 avec Matthew Bellamy et Dominic Howard. D'après Matthew Bellamy, il s'agira du dernier extrait avant la sortie de l'album le 9 novembre 2018. Ce dernier la décrit comme un «morceau rock, sonnant tel les classiques du groupe». Il déclare sur Twitter que le morceau pourrait être son ressenti quant à la pression des fans leur demandant de composer plus de morceaux rock et révèle plus généralement le sentiment d’oppression ressenti dans diverses situations.

## Le morceau

### Sonorités
Le morceau a des sonorités rock et heavy, des envolées vocales et une cadence saccadée et élevée. 
Il y a un riff de guitare différent toutes les 10 secondes.

## La vidéo
La vidéo est publiée le 27 septembre 2018. Elle s'inscrit, comme les 4 vidéos précédentes, dans le projet vidéo de l'album dans le but de former un long métrage illustrant les morceaux. Matthew Bellamy déclare qu'il s'agit de sa vidéo préférée tournée pour l'album. Elle a été réalisée par Lance Drake et met en scène les acteurs américains Terry Crews, Chance Michael et Julia Robinson. 
La scène prend place en 1984 ; le groupe jouant sur scène, interprété par les membres de Muse, est présenté par l'animateur (Terry Crews) sous le nom de Rocket Baby Dolls, premier nom de Muse de 1994 à 1995.